# 鳴管

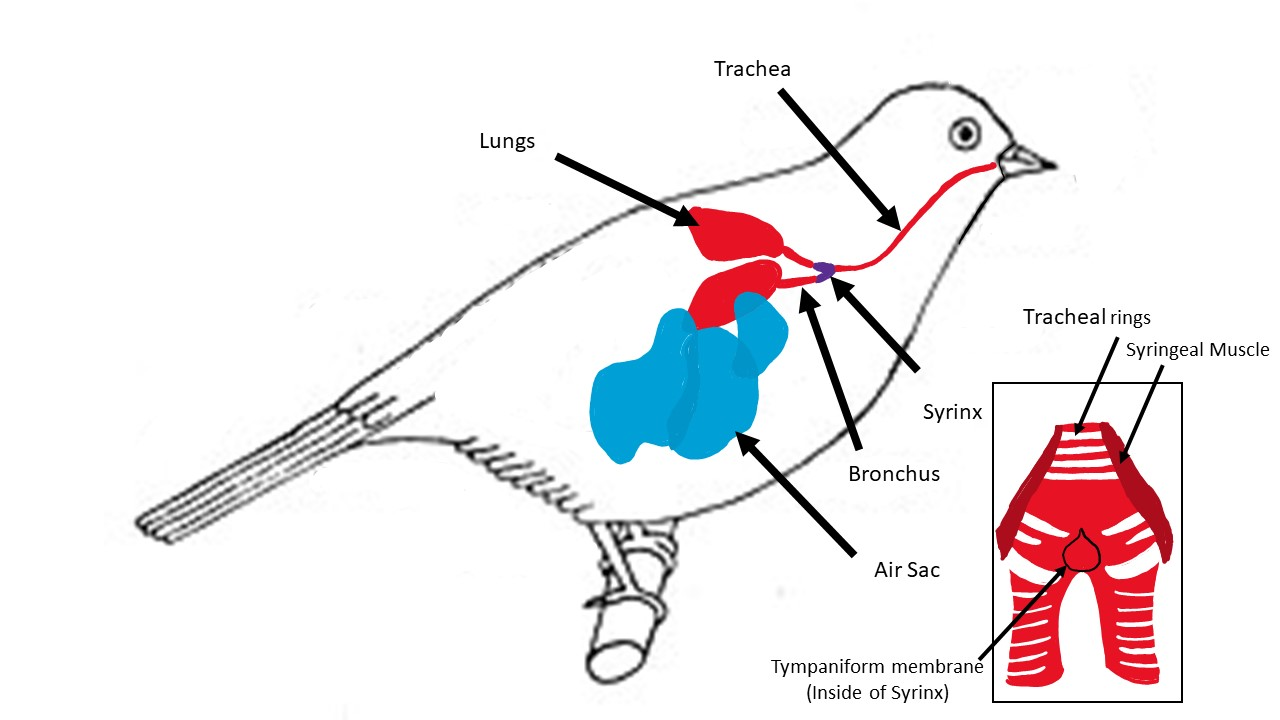
鳥の呼吸器概略図。

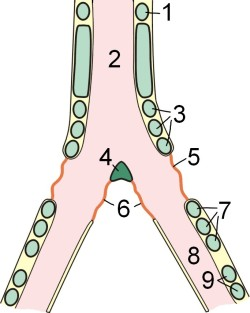
鳴管の模式図。
1.最初の気管輪（輪状軟骨）
2.鼓室（共鳴室）
3.気管輪群
4.カンヌキ骨
5.外鼓状膜
6.内鼓状膜
7.気管支側のsyringeal rings
8.気管支の内腔
9.気管支軟骨輪

鳴管（めいかん、英: syrinx）は、鳥類のもつ発声器官。
鳴管は普通軟骨の環（気管輪）がいくつか癒着してできている。
鳥類以外の脊椎動物は発声に声帯を用いるが、鳥類は気管の分岐点にある鳴管を用いる。鳥類は鳴管による発振音を気管末端の鼓室で共鳴させて発声する。鳥類の発声はさえずりと地鳴きに分けられる。
タンチョウの気管はとても長く管楽器のトランペットやホルンと同じように胸骨の中をトグロをまくように格納され、鳴管の音を共鳴させている。

## 鳴管筋
鳴管には数対の鳴管筋（英語:syringeal muscle）とよばれる筋肉が付着して、発声を制御している。
鳥類の中でもスズメ目の鳴禽類は鳴管の筋肉がよく発達しており、高度のさえずりをすることができる。左右の鳴管で別の発声をして複雑なさえずりを行う種もいる。
逆に、コウノトリ科の鳥類では、鳴管の筋肉が退化して声を持たないといわれるほど鳴かない。